# 松尾清三
松尾 清三（まつお せいぞう、1938年（昭和13年）11月5日 - 2024年（令和6年）5月24日）は、日本のクイズ王。1977年に放映された『第1回アメリカ横断ウルトラクイズ』（日本テレビ系）で初代チャンピオンになった。他にテレビのクイズ番組で5度の優勝経験を持つ:46。関西クイズ愛好会所属:46。血液型B型。

## 来歴
京都府:46京都市:136 生まれ。実家は1928年創業の材木商であった:46。規模は小さいながらも京都府内では2番目か3番目に古い材木問屋とされていたが、後継者がおらず2013年をもって廃業を余儀なくされた:46。
京都府立亀岡高等学校:136を経て立命館大学法学部:46:136卒業後、父の経営する材木問屋に入る。初めて予選を突破したクイズ番組は『ベルトクイズQ&Q』（TBS系）であったが、漫画『鉄腕アトム』のキャラクター「伴俊作」の俗称（ヒゲオヤジ）が答えられず敗退:47。その後『クイズグランプリ』（フジテレビ系）や『パネルクイズ アタック25』（テレビ朝日系）で優勝することとなる:47。
1977年、隣の材木店の店員から参加者募集の新聞広告が載っているのを教えられ、『アメリカ横断ウルトラクイズ』の予選に参加:48。第1チェックポイントの機内800問ペーパークイズを1位で通過し:48、そのまま優勝を果たす。以後同番組には年齢制限のため出場は7回と12回のみだったが、1982年大晦日に放映された『ウルトラクイズ 史上最大の敗者復活戦』の準々決勝、1987年に放映された『第11回アメリカ横断ウルトラクイズ』の準決勝（ニュージャージー）にそれぞれゲストとして参加した。
80歳を超えてもクイズに関わり続け、クイズ愛好会のホノルルクラブが主催するイベントにも顔を出していた。
2024年5月24日、死去。85歳没。

## エピソード
- 大学時代に中学および高校の社会科の教員免許を取得した[5]:136が、教職の道には進まずに父の家業を継いだ。
- 『第1回アメリカ横断ウルトラクイズ』の優勝賞品として「ラスベガスの土地1300坪」を獲得[1]（ただし、当時の賞金に係る規制のため砂漠の真ん中の土地のみ）。しかし優勝以来一度も現地に行っておらず、アメリカの不動産業者から土地の売却を持ち掛けられても拒否し続けている[1]。
- 前述の通り『第11回アメリカ横断ウルトラクイズ』のニュージャージーで行われた準決勝にゲストとして参加、4名の挑戦者と1対1の早押しクイズ五本勝負（勝ち越す、つまり3ポイント先取で決勝進出）を行う[7]:186。「実力ナンバーワンと誰もが認めるチャンピオンの中のチャンピオン」[7]:186と呼ばれていたものの、3名の挑戦者（稲川良夫、高橋充成、山賀恵美子）が松尾を破る事態となる[7]:191。なお、このクイズは当初松尾以外にもう1名のチャンピオンが参加する予定であったという[4]:50。
- 阪神タイガースのファンである。

## 主なクイズ番組出場実績
- アメリカ横断ウルトラクイズ（優勝）
- パネルクイズ アタック25（優勝）
- クイズグランプリ（優勝）
- 世界一周双六ゲーム（優勝）
- クイズMr.ロンリー（『無印』最終回のチャンピオン）

この他にもクイズタイムショック（テレビ朝日系）、アップダウンクイズ（TBS系）、ダイビングクイズ（NET《現在のテレビ朝日》系）、頭脳の祭典!クイズ最強王者決定戦!!〜ワールド・クイズ・クラシック〜（TBS系）などに出場している。